# 7176 Kuniji
7176 Kuniji (1989 XH) là một tiểu hành tinh vành đai chính.